# Eduard Bertel

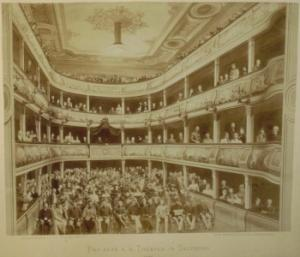
Das Theater in Salzburg, 1892

Eduard Bertel (* 28. Januar 1856 in Prag; † 28. Mai 1923 in Wien-Gersthof) war ein österreichischer Schauspieler, Zeichner und Fotograf.

## Leben
Seine fotografische Ausbildung erhielt Eduard Bertel bei Gregor Baldi. 1867 eröffnete er sein erstes Atelier in Salzburg, zwanzig Jahre später erhielt er den Hoftitel. 1904 tat er sich mit Carl Pietzner zusammen und übernahm die Leitung eines Ateliers, das zuvor Friedrich Würthle junior gehört hatte. 1907 schied Pietzner aus diesem Unternehmen aus; Bertel betrieb es noch einige Zeit allein weiter.
Bertel schuf hauptsächlich Porträtaufnahmen, komponierte aber auch Massenszenen mit bis zu 500 Köpfen. Er brachte auch Ansichtskarten heraus. Bertel, der gerne bei elektrischem Licht fotografierte, gilt neben Karl Demel auch als einer der „Strompioniere“ Salzburgs. Demel und Bertel waren die ersten Salzburger, die eine Genehmigung zur Einrichtung eines Stromversorgungsunternehmens erhielten. 1887 wurde eine erste Zentralstation in Salzburg eingerichtet, von der aus Gleichstrom in das Leitungsnetz eingespeist wurde. 1898 wurde er mit dem Donatkreuz II. Klasse des souveränen Malteser Ritterordens ausgezeichnet.
1914 gab er den Fotografenberuf auf und zog nach Wien. Er wurde am Gersthofer Friedhof bestattet.
Eduard Bertel hatte Nachkommen. Eine seiner Töchter, Annemarie, wurde am 31. Dezember 1896 in Salzburg geboren, heiratete 1920 Erwin Schrödinger und starb 1965.